# 七戸町立天間林小学校
七戸町立天間林小学校（しちのへちょうりつ てんまばやししょうがっこう）は、青森県上北郡七戸町にある公立小学校である。2022年度の児童数は254名。

## 概要
- 本校は、天間西小学校と天間東小学校を統合して開校した。なお、校舎は、天間西小学校の校舎を継続使用する[2]。

## 所在地
- 青森県上北郡七戸町字森ノ上180-1

## 沿革
- 2018年（平成30年）
  - 9月20日 - 校歌・校章制定。
  - 12月17日 - 天間西・天間東両小学校児童による、校歌披露が行われた。
- 2019年（平成31年）
  - 4月1日 - 開校。
  - 4月8日 - 9時から、開校式挙行。開校式終了後、第1回入学式挙行。
- 2020年（令和2年）3月 - 第1回卒業式挙行[3]。

## 学区
- 旧天間林村域。ただし、「すわ牧場」からは、七戸小学校への通学も可能。

## アクセス
- 十和田観光電鉄バス乙供甲地線「天間林小学校前」バス停下車後、徒歩約110m・約2分。
- 七戸町役場から約630m、
  - 車で約2分。
  - 徒歩で約10分。
- JR東北新幹線七戸十和田駅から、車で約3.5km・約6分。

## 周辺
- 幼保連携型認定こども園道ノ上こども園 - 同一敷地内で、なおかつ進級前こども園。
- 天間保健センター
- 七戸町役場本庁舎（旧:天間林村役場）

## 有名な卒業生
- 松山晋也（中日ドラゴンズ投手・旧天間西小学校卒[4]）